# Tipula levisoni
Tipula levisoni — вид двокрилих комах родини комарів-довгоногів (Tipulidae). Описаний у 2022 році.

## Поширення
Вид поширений на заході Гімалаїв в Непалі та Індії.